# Aleksei Kibirin
Aleksei Alekséievitx Kibirin, més conegut com a Aleksei Kibirin (rus: Алексей Алексеевич Кибирин)  (Lviv, 1949 - 1 d'octubre de 2010), fou un pilot de motocròs ucraïnès de renom internacional durant la dècada del 1970. Al llarg de la seva carrera, guanyà un campionat de l'URSS de motocròs i hi va aconseguir tres podis més (subcampió de 350cc el 1970, tercer en 250cc el 1971 i tercer en 500cc el 1974). Un cop retirat de la competició, esdevingué entrenador i mentor de joves pilots de motocròs.

## Trajectòria esportiva

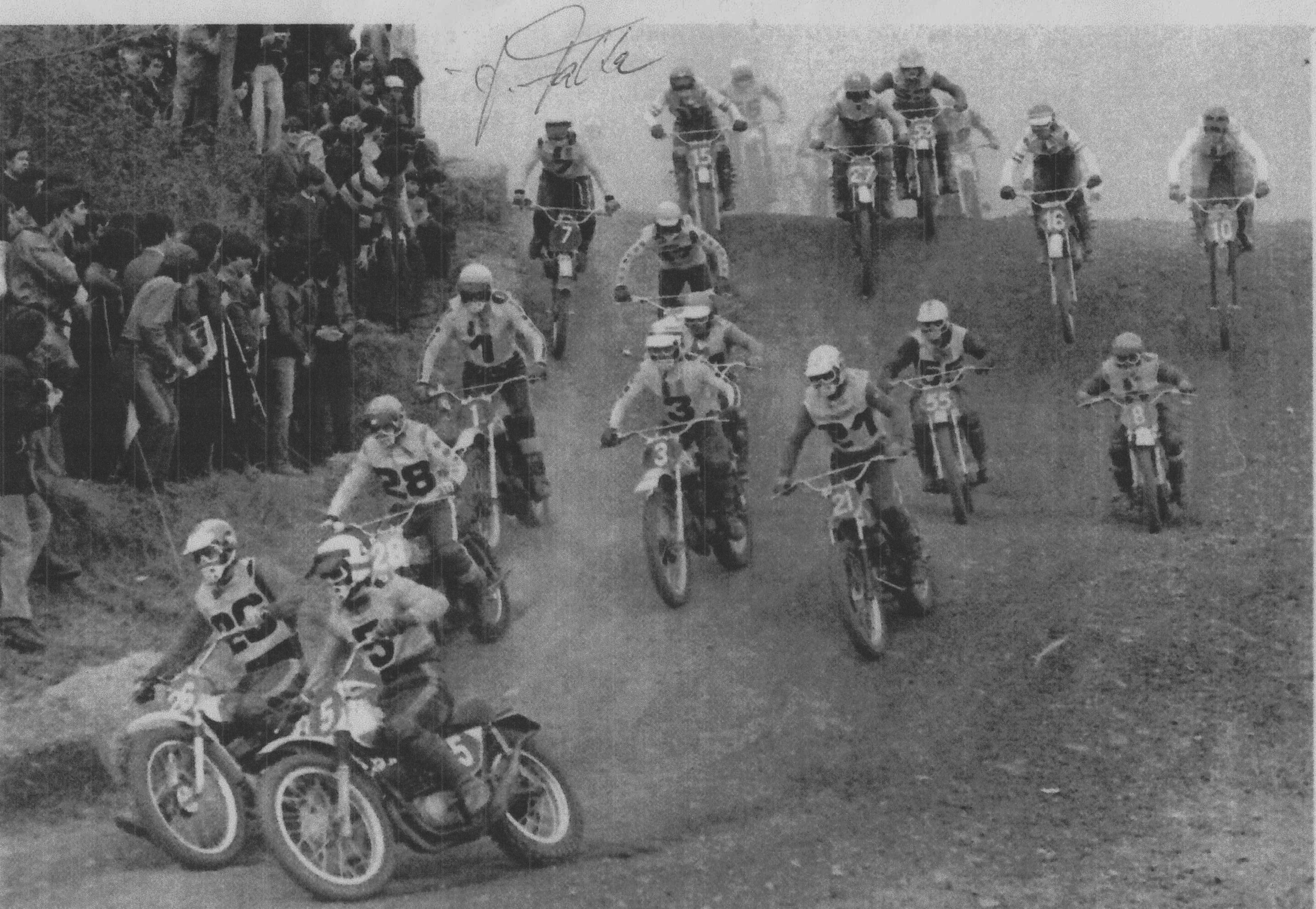
Aleksei Kibirin (n. 53) al Gran Premi d'Espanya de 1973

Aleksei Kibirin protagonitzà bones actuacions al Campionat del Món de motocròs de 250cc durant unes poques temporades, especialment la de 1972 en què acabà setè de la general. Aquell any, al Gran Premi d'Espanya (celebrat al circuit del Vallès el 9 d'abril), fou un dels únics set pilots que s'acabaren classificant dels prop de quaranta participants, ja que el mal temps i la pluja varen convertir el circuit en un espès fangar on gairebé no s'hi podia circular. Kibirin no només va aconseguir acabar, sinó que fou el segon classificat final per darrere de Sylvain Geboers. Al segon Gran Premi de la temporada, el de França (celebrat a Pèrnas dei Fònts el 15 d'abril), fou quart i completà un èxit soviètic, ja que després del guanyador Joël Robert es classificaren, per aquest ordre, Pàvel Rúliov, Guennadi Moisséiev i ell, tots tres amb ČZ.
Els èxits de Kibirin li auguraven un bon futur al mundial de motocròs, però la seva carrera internacional es va veure estroncada quan, en un control fronterer a la duana de Víborg, mentre l'equip soviètic intentava passar a Finlàndia, una funcionària va trobar 100 dòlars no declarats dins la maleta de Vladímir Kàvinov. Durant el consegüent escorcoll, Kibirin (molt de la broma) va fer un comentari irònic que va provocar que tot l'equip fos retingut durant hores a la duana. L'incident va provocar que tant Kàvinov com Kibirin veiessin restringides les seves sortides a l'estranger durant una bona temporada. La temporada següent, 1973, una caiguda al Gran Premi d'Itàlia li causà una greu lesió a la cama que el va tornar a apartar dels circuits europeus, pràcticament de forma definitiva.

## Palmarès
Font:
- Campió de l'URSS de 350cc (1972)
- Guanyador del Motocròs de Kovrov (1973)

### Resultats al Campionat del Món
Font:
| Any  | Motocicleta | 250cc |
| ---- | ----------- | ----- |
| 1971 | ČZ          | 17è   |
| 1972 | ČZ          | 7è    |
| 1973 | ČZ          | 26è   |